# Jogos do Império Britânico de 1938
Os Jogos do Império Britânico de 1938  foram realizados em Sydney, Austrália,com a participação de 15 países , entre 5 e 12 de fevereiro.

## Modalidades
- Atletismo
- Boxe
- Ciclismo
- Lawn Bowls
- Lutas
- Natação
- Remo
- Saltos ornamentais

## Países participantes

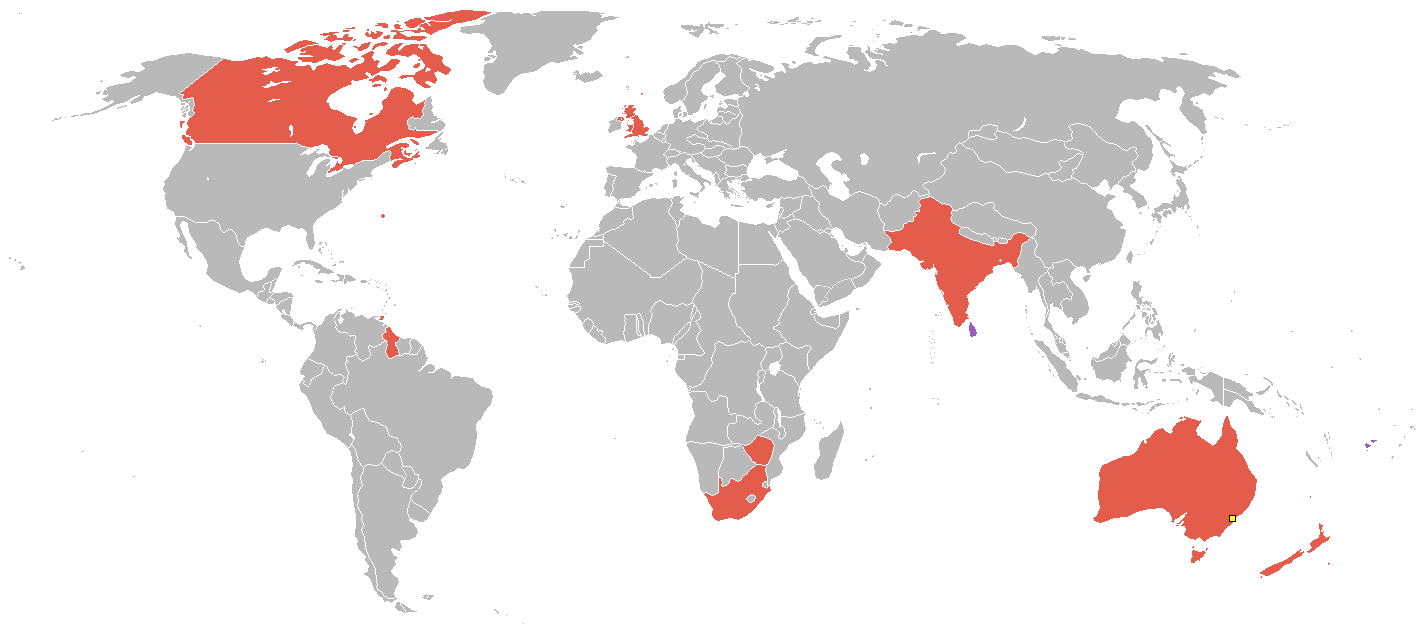
Nações participantes.

| - África do Sul - Austrália - Bermudas - Canadá - Ceilão - Escócia - Fiji - Guiana Britânica | - Índia - Inglaterra - Irlanda do Norte - Nova Zelândia - País de Gales - Rodésia do Sul - Trinidad e Tobago |

## Quadro de medalhas
| Ordem | País             | Medalha de ouro | Medalha de prata | Medalha de bronze | Total |
| ----- | ---------------- | --------------- | ---------------- | ----------------- | ----- |
| 1     | Austrália        | 25              | 19               | 22                | 66    |
| 2     | Inglaterra       | 15              | 15               | 10                | 40    |
| 3     | Canadá           | 13              | 16               | 15                | 44    |
| 4     | África do Sul    | 10              | 10               | 6                 | 26    |
| 5     | Nova Zelândia    | 5               | 7                | 13                | 25    |
| 6     | País de Gales    | 2               | 1                | 0                 | 3     |
| 7     | Ceilão           | 1               | 0                | 0                 | 1     |
| 8     | Escócia          | 0               | 2                | 3                 | 5     |
| 9     | Guiana Britânica | 0               | 1                | 0                 | 1     |
| 10    | Rodésia do Sul   | 0               | 0                | 2                 | 2     |

     País sede destacado.